# Rhacophorus variabilis
Rhacophorus variabilis és una espècie de granota que viu a l'Índia. Està amenaçada d'extinció per la pèrdua del seu hàbitat natural.